# 13700 Connors
13700 Connors è un asteroide della fascia principale. Scoperto nel 1998, presenta un'orbita caratterizzata da un semiasse maggiore pari a 2,2044550 UA e da un'eccentricità di 0,1966757, inclinata di 6,09168° rispetto all'eclittica.